# سویا تاکادا
سویا تاکادا (ژاپنی: 髙田 颯也؛ زادهٔ ۱۵ اوت ۲۰۰۱) یک بازیکن فوتبال اهل ژاپن است.
از باشگاه‌هایی که در آن بازی کرده‌است می‌توان به اشگاه فوتبال اومیا آردیجا اشاره کرد.